# BBB (曲)
「BBB」（ビビビ）は、@onefiveの2枚目のシングル。2021年3月3日にアミューズから発売された。

## 概要
- BBBのミュージックビデオは2021年2月10日にYouTubeでプレミア公開された[4]。
- CD発売前日の3月2日にはBBBのダンスバージョンのミュージックビデオが公開された[5]。
- 1曲目には2021年2月10日に先行配信された表題曲「BBB」を収録。
- 2曲目には2020年10月20日にリリースした配信シングル「雫」を収録。
- 3曲目に収録されている「缶コーヒーとチョコレートパン」ではトラックメーカーChocoholicを作曲に迎えバラードに初挑戦した[6]。
- タワーレコード、アスマート限定販売。

@onefiveの結成後に初めてとなるCD購入者限定の有観客リリース記念イベントを3都府県のタワーレコード名古屋パルコ店（愛知）、タワーレコード梅田NU茶屋町店（大阪）、タワーレコード渋谷（東京）で開催することが発表された。
これら3店舗では各店舗の応募期間内に予約・購入するとリリース記念イベントに応募できるシリアル番号付きの応募券が配布される。
CD購入の先着特典はタワーレコード、アスマートそれぞれ異なるアナザージャケット。

## 収録曲

### CD
1. BBB [3:16]
作詞：YURA / 辻村有記
作曲：辻村有記
2. 雫 [3:43]
作詞：YURA / 辻村有記
作曲：辻村有記
3. 缶コーヒーとチョコレートパン [3:29]
作詞：YURA
作曲：Chocoholic
4. BBB(Instrumental)
5. 雫(Instrumental)
6. おしゃべりコンテンツ～ちょっと@onefiveとお話していきませんか？～Vol.2